# Galerija Josip Bepo Benković
Galerija Josip Bepo Benković, umjetnička galerija u Herceg-Novom.

## Povijest
Poslije zatvaranja Umjetničke škole u Herceg Novom, umjetnici i dobronamjerni građani osnovali su 15. prosinca 1966. umjetničku galeriju. Ponijela je ime Josipa Benkovića, slikara, športaša i borca pokreta otpora. Osnovana pod pod okriljem Saveza boraca. Pravi početak rada bilo je organiziranjem prvog Hercegnovskog zimskog salona veljače 1968. godine.
Dio je JU "Gradski muzej Mirko Komnenović i galerija Josip Bepo Benković".

## Vanjske poveznice
- Službene stranice  Arhivirana inačica izvorne stranice od 29. listopada 2019. (Wayback Machine)